# Loxandrus minutus
Loxandrus minutus är en skalbaggsart som beskrevs av Allen. Loxandrus minutus ingår i släktet Loxandrus och familjen jordlöpare. Inga underarter finns listade i Catalogue of Life.